# Mentální retardace
Mentální retardace, neboli mentální postižení, je trvalé snížení inteligence v důsledku organického poškození mozku. Retardaci tedy nelze léčit, protože nejde o nemoc, ale trvalý fyziologický stav (zaostalý vývoj rozumových schopností, odlišný vývoj některých psychických vlastností, poruchy ve schopnosti adaptace). Jedinci, u kterých k zaostávání rozumového vývoje došlo z jiných důvodů než kvůli organickému poškození mozku (například kvůli vlivu společenského prostředí, nemožnosti vzdělávání apod.) a vykazují IQ 70 a více, se sice považují za mírně mentálně retardované, ale nikoliv z klinických příčin.
Mentální retardace se klasifikuje v šesti základních kategoriích. Některá tradiční označení těchto postižení, která byla běžná zhruba do 90. let 20. století, se již v psychiatrické terminologii nepoužívají (zejména výrazy debilita, idiocie a imbecilita).

## Příčiny vzniku mentální retardace
Obecně může mentální retardace vzniknout ve třech obdobích:
1. prenatálním (před narozením dítěte) – kvůli infekci matky během těhotenství, jejímu špatnému životnímu stylu či úrazu;
2. perinatálním (během porodu nebo těsně po něm) – porod může být protrahovaný (dlouhotrvající), může dojít k hypoxii plodu, tedy k nedostatku kyslíku atd.;
3. postnatálním (po porodu do 2 let věku dítěte) – infekce, úrazy, záněty mozku, těžká žloutenka, špatná výživa.

Nad výše uvedenými vlivy v rámci jednotlivých období vývoje jedince existují dále vlivy, které hrály roli již při početí: dědičnost, specifické genetické příčiny (například chromozomální aberace, způsobující Downův syndrom) nebo i blízké příbuzenství mezi rodiči (konsagvinita).

## Kategorie mentální retardace

### Lehká mentální retardace
Synonyma: lehká slabomyslnost, lehká mentální subnormalita, oligofrenie, debilita.
- IQ 50–69
- zastoupení v populaci 2,6 %
- výskyt v celkovém počtu jedinců s mentální retardací 80 %

Jedinci jsou většinou schopni užívat řeč v každodenním životě, dosáhnout nezávislosti v osobní péči (jídlo, hygiena, oblékání…) a v praktickém životě. V emocionální oblasti se projevuje afektivní labilita. K lehké mentální retardaci se mohou individuálně přidružit vývojové poruchy, autismus, tělesné postižení, epilepsie, poruchy chování. Velký vliv má dědičnost i sociokulturně znevýhodněné prostředí.
Vývoj: do 3 let je dítě jen lehce psychomotoricky opožděno, ale mezi 3. a 6. rokem se už objevuje opožděný vývoj řeči, malá slovní zásoba, nízká zvídavost a vynalézavost dítěte. Výrazně se pak tato retardace projevuje ve věku školní docházky, kdy se objevuje omezené logické, abstraktní a mechanické myšlení, lehce opožděná jemná i hrubá motorika, slabší paměť atd. Postižení jedinci se pak vzdělávají většinou ve školách praktických podle odpovídajícího vzdělávacího programu, při splnění stanovených podmínek je však možná i integrace do běžné základní školy. Při vzdělávání je vhodné rozvíjet jejich dovednosti a kompenzovat nedostatky, většinu jedinců (z horní hranice LMR) lze poté zaměstnat v praktických profesích.

### Středně těžká mentální retardace
Synonyma: střední slabomyslnost, středně těžká mentální subnormalita, těžká oligofrenie, imbecilita.
- IQ 35–49
- zastoupení v populaci 0,4 %
- výskyt v celkovém počtu jedinců s mentální retardací 12 %

Jedinci mají omezenou zručnost a schopnost postarat se sám o sebe, ale bývají fyzicky aktivní a mobilní, se schopností dorozumívání a navazování kontaktů. Jsou schopni vykonávat jednoduchou manuální práci pod odborným dohledem nebo v chráněném prostředí (chráněné dílny). S touto retardaci může být spjatý dětský autismus, mírná tělesná postižení, neurologická nemoc (epilepsie), psychiatrická nemoc
Vývoj: výrazně opožděný rozvoj chápání a užívání řeči, který přetrvává do dospělosti. Jen někteří jedinci si osvojí triviální vzdělání (čtení, psaní a počítání) a vzdělávají se proto podle odpovídajícího vzdělávacího programu, nejčastěji v základních školách speciálních, další vzdělávání je možné ve škole praktické. Je nutný individuální rozvoj senzomotorických dovedností a verbálních schopností.

### Těžká mentální retardace
Synonyma: těžká mentální subnormalita, těžká slabomyslnost, těžká oligofrenie, prostá idiocie, lehká idiocie, idioimbecilita.
- IQ 21–34
- zastoupení v populaci 0,2 %
- výskyt v celkovém počtu jedinců s mentální retardací 7 %

Většina jedinců trpí značným stupněm poruchy motoriky a jinými přidruženými vadami (špatný vývoj nervového systému). Řeč je jednoduchá, omezena na jednotlivá slova, nebo se nemusí vytvořit vůbec – vzdělatelnost je velmi omezená, probíhá podle odpovídajícího vzdělávacího programu ve speciální základní škole, kde včasná systematická a kvalifikovaná rehabilitační a vzdělávací péče přispívá k rozvoji motoriky, dorozumívání, rozumových schopností a soběstačnosti. S touto retardací už jsou často spojené tělesné vady.

### Hluboká mentální retardace
Synonyma: těžká mentální subnormalita, hluboká slabomyslnost, hluboká oligofrenie, těžká idiocie, idiocie.
- IQ pod 20 (obvykle nelze změřit, hodnota je jen odhadovaná)
- zastoupení v populaci 0,03 %
- výskyt v celkovém počtu jedinců s mentální retardací 1 %

Většina osob vykazuje výrazné neurologické a jiné tělesné nedostatky postihující hybnost: bývají imobilní nebo velmi omezení v pohybu, kdy vykonávají obvykle automatické stereotypní pohyby (kývání těla). Nemají schopnost se o sebe postarat, a proto potřebují stálou péči. Pro častá poškození zraku a sluchu jsou schopni jen nejjednodušších zrakově prostorových orientačních dovedností (nepoznávají okolí) a pouze primitivního neverbálního dorozumívání. Jedinci obvykle nedokáží udržet moč ani stolici, častá je i epilepsie a sklony k sebepoškozování (mají snížený práh citlivosti).

### Nespecifikovaná mentální retardace
Synonyma: Mentální retardace NS, mentální subnormalita NS, oligofrenie NS.
Do této kategorie patří jedinci, u kterých je sice mentální retardace prokazatelná, ale pro nedostatek informací nelze jedince zařadit do některé u výše uvedených kategorií.

### Jiná mentální retardace
Do této kategorie patří jedinci, u nichž pro hodnocení intelektové retardace nelze (nebo jen obtížně) použít obvyklé metody. Jde například o jedince slepé, hluché, němé, hluchoněmé či hluchoslepé, jedince s těžkými poruchami chování, autisty atd.

## Vzdělávání lidí s mentální retardací
Výchova a vzdělávání lidí s mentální retardací jsou celoživotním procesem, pro který je charakteristická nutnost stálého opakování, prohlubování znalostí a dovedností. Výsledky se ovšem dostavují velmi zvolna a pokrok je téměř nepozorovatelný, základ výchovy tedy spočívá v rodině. Vzdělávání mentálně retardovaných zajišťují speciální školy (např. praktické školy, nebo speciální učiliště), které připravují mentálně postižené po stránce kvalifikace a přípravy k povolání. Odlišný způsob vzdělávání a výchovy poskytují některé sociální instituce (např. denní stacionáře či domovy pro osoby se zdravotním postižením), které se zaměřují na soběstačnost postižených.

### Netradiční formy vzdělávání
Slouží pro usnadnění orientace v sociálním prostředí a k dorozumívání, ale ve speciálních a praktických školách by měly být spíše podpůrné, pomocné nebo motivační. Jsou dobře využitelné při individuálním vzdělávání.
- Sociální čtení: zaměřuje se na zraková znamení a symboly, které jsou nutné pro orientaci v okolním světě a lze je bezprostředně využít v praxi (poznání, interpretace a reakce) – tím je vyvoláván i motivační efekt. Výhodou je srozumitelnost pro ostatní veřejnost. Kategorie 1 se zaměřuje na soubory obrázků, kategorie 2 na značky a piktogramy (včetně dopravních značek) a kategorie 3 na slova a skupiny slov. Vhodné téma pro sociální čtení je „časová orientace“ (opakuje se každý den, má hodně obrázků a piktogramů, jmen, dat, měsíců, symboly, atd.)
- Instrumentální obohacování – „učíme se učit“ (podle Reuvena Feuersteina)

### Neverbální komunikační metody
Dorozumívání beze slov slouží pro těžce postižené děti, které nejsou schopny verbálního vyjadřování. Kladem takové alternativní komunikace je zvýšení aktivity dětí (resp. snížení tendence k pasivitě) a rozšíření možností dorozumívání i pro jedince, kteří mají velké potíže při vyjadřování. Záporem je ovšem nízká společenská využitelnost, faktické oddělení těchto jedinců od většinové společnosti (která tyto způsoby neovládá) a určitá pravděpodobnost, že dítě ztratí potřebu i jen pokusit se mluvit.
- komunikační systém BLISS: statický systém, ve kterém jsou symboly překládány v určité dvojrozměrné nebo trojrozměrné formě, která se v průběhu komunikace nemění. Symboly jsou tedy založeny na stálém zjevu a významu, nikoli na zvucích. Dokážou mu porozumět i ti jedinci, kteří nedokáží číst.
- znaková řeč Makaton: dynamický systém založený na mezinárodním znakovém jazyce neslyšících, kdy jednotlivá slova se vyjadřují pohybem ruky, hlavy apod. Znaky jsou vždy doprovázeny normální gramatickou řečí učitele, užívá se i mimický výraz obličeje.
- snoezelen: multisenzoriální, pozitivně naladěné prostředí[3]